# Naturschutzgebiet Torfstichgelände bei Carlewitz
Das Naturschutzgebiet Torfstichgelände bei Carlewitz ist ein seit 1984 unter Schutz gestelltes Naturschutzgebiet in Mecklenburg-Vorpommern. Es umfasst 103 Hektar, liegt unweit nordöstlich des Marlower Ortsteils Carlewitz und circa fünf Kilometer südöstlich der Stadt Ribnitz-Damgarten. Die Ostgrenze bildet die Recknitz. Der Gebietszustand ist aufgrund anhaltender Entwässerung unbefriedigend. Das Gebiet kann auf öffentlichen Wegen nicht erreicht werden. Ein Teil der Flächen liegt seit 2009 im Eigentum der  Stiftung Nationales Naturerbe des Naturschutzbundes.

## Historie
Bis in das 18. Jahrhundert hinein lagen die Moorflächen unbewirtschaftet und wurden erst ab dann als Wiesen genutzt. Im Süden des heutigen Schutzgebietes fand sich ein wachsendes Niedermoor. Durch die beginnenden Entwässerungsmaßnahmen konnten Gehölze einwandern. Seit ungefähr 1915 wurde für 20 Jahre im Gebiet bis in einen Meter Tiefe Torf abgebaut, wobei auch Torfstechmaschinen zum Einsatz kamen. Seit den 1930er Jahren ist das Gebiet ungenutzt und unterliegt der Sukzession.

## Pflanzenwelt
Ursprünglich fand sich die typische Vegetation der Flusstalmoore auf nährstoff- und kalkreichen Standorten mit moosreichen Seggenrieden, Schilfrohr und Orchideen wie z. B. Sumpf-Sitter. Heute ist die Pflanzenwelt mit Gehölzen wie etwa Moor-Birke und Weidenarten durchsetzt.